# Qvale Mangusta

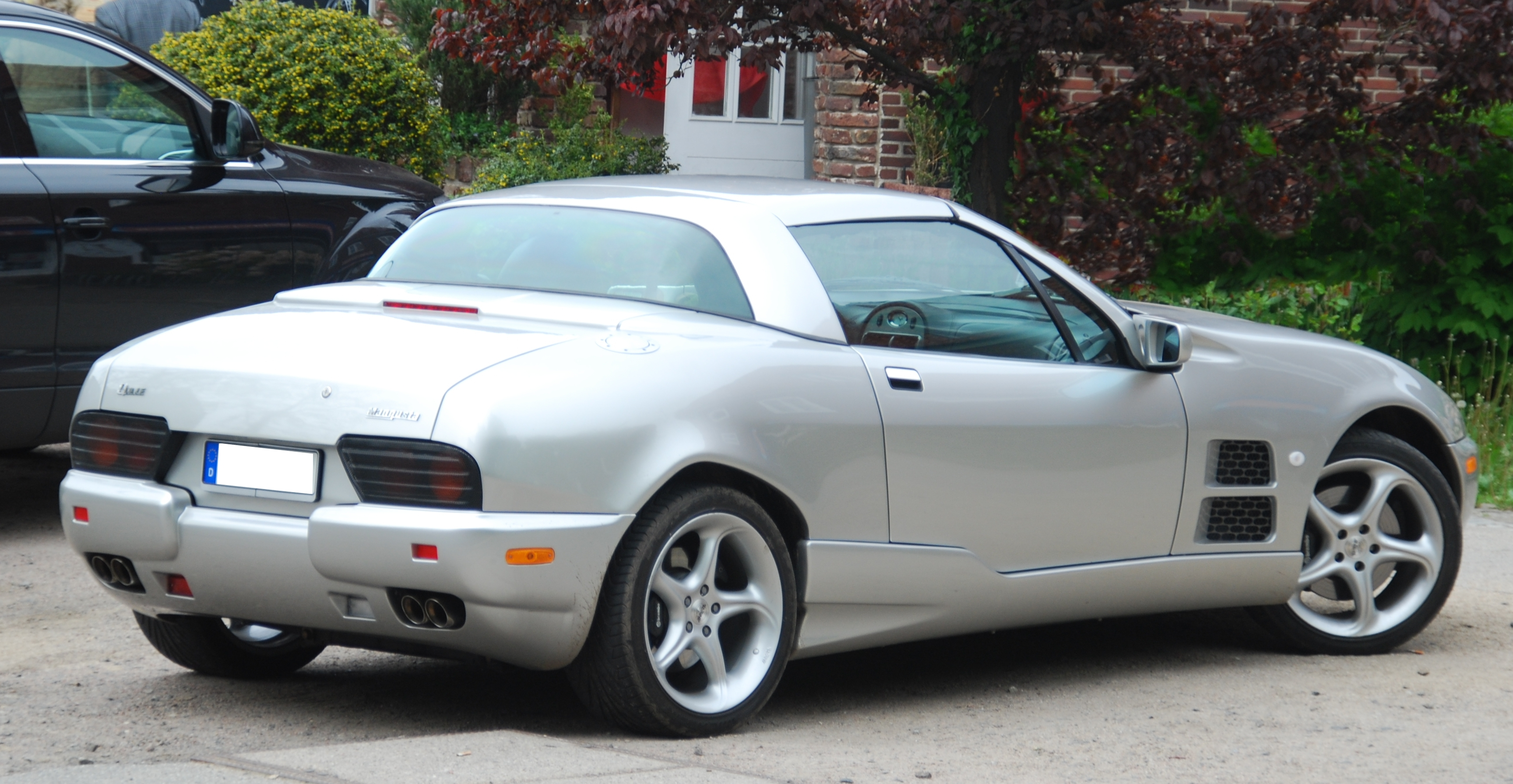
Heckansicht

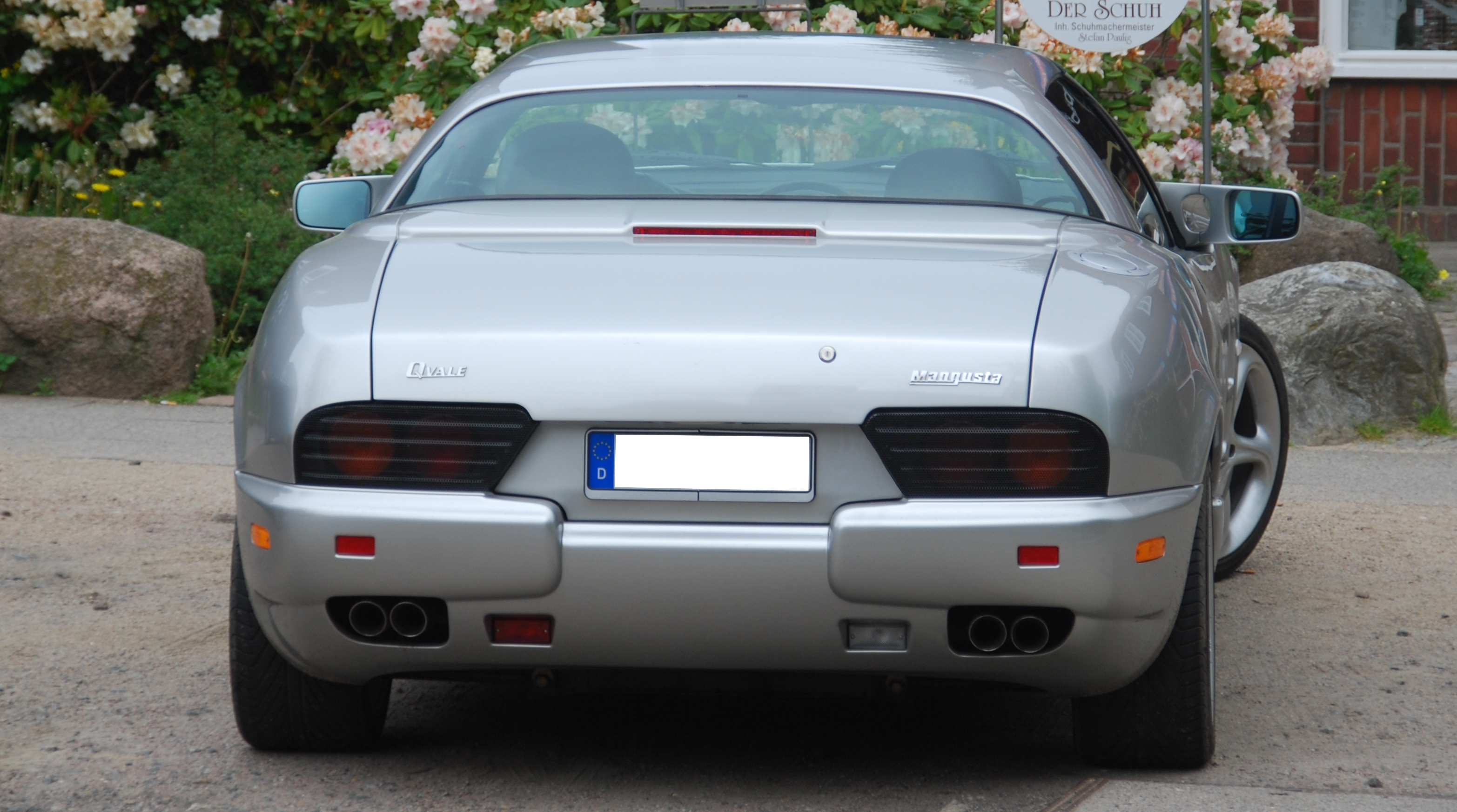
Mangusta. Das abgebildete Fahrzeug trägt auf der Fronthaube das De Tomaso-Emblem; auf der Heckklappe wird dagegen der Namenszug von Qvale Automotive geführt

Der Mangusta ist ein 1996 vorgestelltes Pkw-Modell, das in Europa, den USA und Kanada unter dem Label der Qvale vertrieben wurde. Ursprünglich sollte das Auto als De Tomaso erscheinen. Gebaut wurde es von Qvale Automotive Group in einer eigens dafür eingerichteten Fabrik in Modena.

## Geschichte
Alejandro De Tomaso ließ den Mangusta konstruieren, um der Marke De Tomaso neues Leben einzuhauchen.
Der Wagen wurde als Prototyp unter dem Namen De Tomaso Biguà auf dem Genfer Automobilsalon 1996 vorgestellt. Die desolate Finanzlage des Unternehmens de Tomaso, das zwischen 1990 und 1994 nur insgesamt 40 Fahrzeuge hergestellt hatte, ließ es nicht zu, dass de Tomaso den Wagen allein zur Serienreife entwickelte; aus den gleichen Gründen war die Entwicklung des Modells Guarà, de Tomasos jüngsten Lieblingsprojekts, ins Stocken geraten. Alejandro de Tomaso suchte daher einen Partner, der die Entwicklung der neuen Autos zu finanzieren bereit war. Ein solcher Partner fand sich in dem Amerikaner Kjell Qvale und seinem Sohn Bruce. Qvale ist in Amerika seit Jahrzehnten als Importeur von hochwertigen Fahrzeugen aktiv und auch reich damit geworden. Er hatte bereits zu Beginn der 1970er-Jahre den britischen Fahrzeughersteller Jensen Motors unterstützt und eine Insolvenz (zunächst) verhindert.
Eine Vereinbarung war schnell geschlossen: Qvale übernahm den neuen Biguà und erhielt das Recht, die Wagen in einem eigenen Werk herzustellen und auf eigene Rechnung zu verkaufen. Eine der ersten Maßnahmen Qvales war die Umbenennung des Autos in Mangusta. Von diesem traditionsreichen Namen, der an den in den späten 1960er-Jahren etablierten de Tomaso Mangusta der ersten Serie erinnerte, erhoffte er sich eine größere Anziehungskraft auf potentielle Kunden. Allerdings wurde Qvales Hoffnung, bald einen neuen de Tomaso Mangusta vermarkten zu können, früh zunichtegemacht: Alejandro de Tomaso hatte Qvale vertraglich alle möglichen Rechte überlassen; das Recht, den Wagen als de Tomaso zu bezeichnen, gehörte indes nicht dazu. Diese Nachlässigkeit Qvales führte dazu, dass der neue Wagen nahezu überall als Qvale Mangusta verkauft werden musste. Erste Autos wurden sogar mit De Tomaso-Logos geliefert, die aber beim Händler durch Qvale-Schilder ersetzt werden mussten. Eine Ausnahme galt für Italien und Großbritannien: Für diese beiden Länder hatte sich de Tomaso das Verkaufsrecht vorbehalten, und in der Tat erschienen hier einzelne Fahrzeuge als De Tomaso Mangusta.
Die Wagen wurden in einem eigens errichteten Werk in Modena hergestellt. 1999 erschienen die ersten fahrbereiten Prototypen. Zwischen 2000 und 2002 produzierte Qvale insgesamt 292 Autos; die meisten davon wurden in den Vereinigten Staaten vertrieben. In den USA startete Bruce Qvale sogar eine eigene Rennserie mit dem Mangusta. In der Schweiz sind drei Autos gemeldet: blau metallic/beige, silber metallic/schwarz und mangusta green/beige; in Österreich eins in silber metallic/beige.
Ende 2002 wurde die Produktion eingestellt. In einem Markt, in dem Prestige viel Geld wert ist, konnte sich ein unbekannter Name wie Qvale nicht ernsthaft positionieren. Der schlichte, nicht bekannte und auch nichtssagende Name Qvale Mangusta war nach Übereinstimmung der meisten Beobachter ein wesentlicher Grund für das Scheitern des Fahrzeugs. Ein Übriges tat die äußere Form, die von positiv gestimmten Kommentatoren als ungewöhnlich bezeichnet wurde; andere befanden sie schlicht als hässlich.
Anfang 2003 kaufte MG Rover die Fabrik und die Technologie des Mangusta. Auf Chassis, Struktur, Fahrwerk, Technologie und Motor des Qvale Mangusta baute MG seine Modelle XPower SV und SVR auf. Die Betreuung der Fahrzeuge wurde von MG Rover übernommen.

## Das Auto
Der Qvale Mangusta war ein Cabriolet mit abnehmbarem Blechdach. Im geschlossenen Zustand wirkte er wie ein Coupé. Das Mittelteil war – gleichsam als „Targa“ – herausnehmbar; die B-Säule einschließlich der Heckscheibe ließ sich elektrisch herunterfahren. Damit ergaben sich drei Nutzungsmöglichkeiten: einerseits geschlossenes Coupé, andererseits „Targa“ mit offenem Mittelteil und stehender B-Säule und schließlich – gänzlich offen – als Cabriolet.
Die Karosserie des Wagens war von Marcello Gandini entworfen worden. Der Designer stand in enger Verbindung zu de Tomaso; er hatte im zurückliegenden Jahrzehnt einige Karosserieabwandlungen für die Maserati-Biturbo-Serie entworfen (darunter den Maserati Shamal und den Maserati Quattroporte IV). Für das neue de-Tomaso-Coupé fand er ungewöhnliche Lösungen, die von zahlreichen gebrochenen Linien geprägt war. Gandinis Markenzeichen, der angeschnittene hintere Radausschnitt, fand sich auch am Biguà/Mangusta.
Die Technik des Wagens stammte weitgehend von Ford Nordamerika. Motor und Getriebe waren vom zeitgenössischen Ford Mustang übernommen worden, und auch die Elektronik, das Armaturenbrett und zahlreiche Einzelkomponenten kamen von Ford-Zulieferern. Hier zeigte sich bereits die Absicht, den Wagen vornehmlich in den USA zu vermarkten.

## Technische Daten

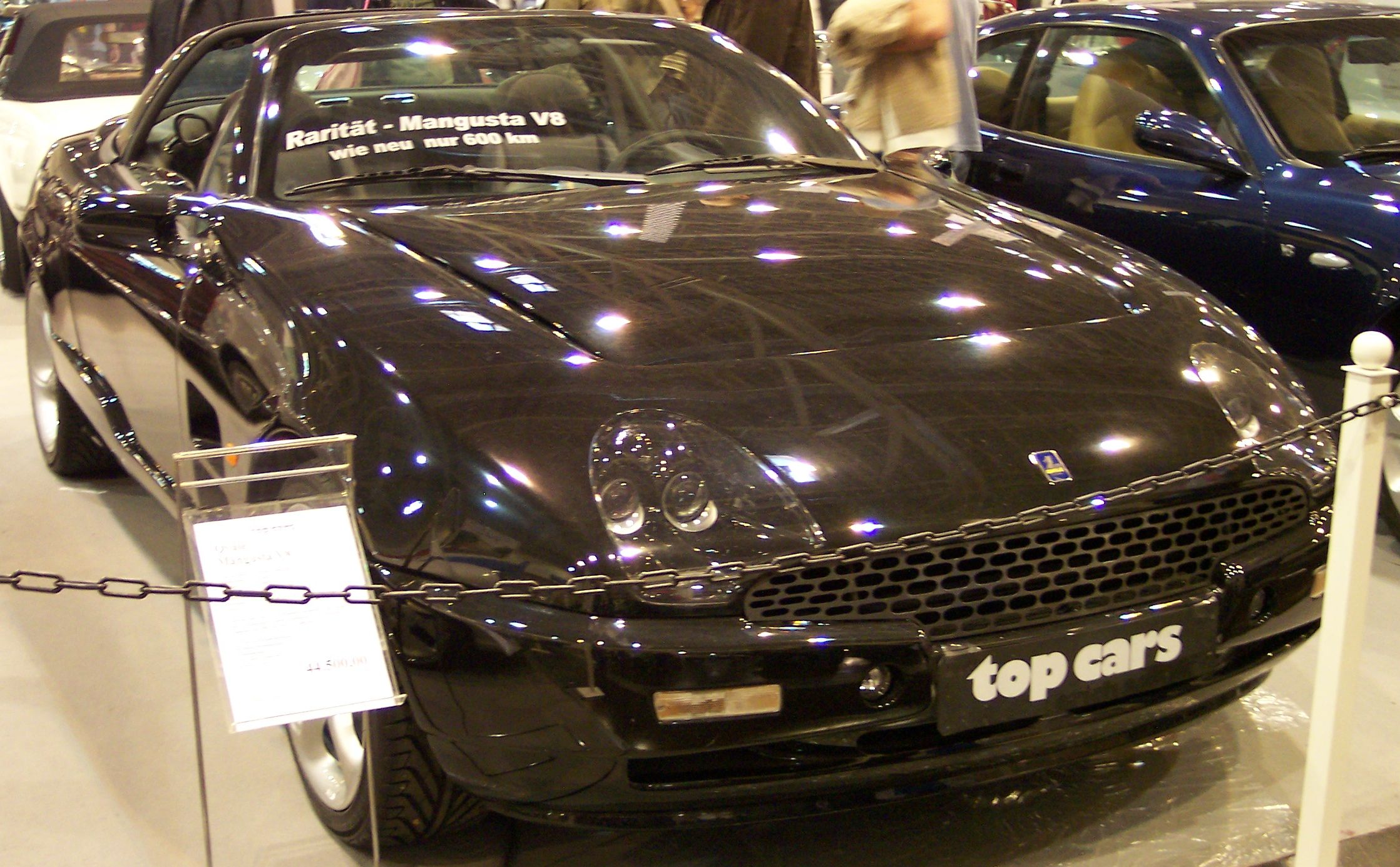
Qvale Mangusta

### Karosserie
- Chassis: Stahlstruktur (Box-Chassis)
- Karosserie: Außenhaut aus High-Tech-Kunststoff
- Länge: 4,2 m
- Breite: 1,9 m
- Preis (im Jahr 2000): ca. 85.000 Euro
- Das letzte Modell war ein 4,6-Liter-Automatik mit der Produktionsnummer 289, Farbe Silber, Leder Tabak

### Fahrwerk
- Bremsen: Brembo
- Räder/Reifen: 17", 18" als Option

### Motor: Ford/Visteon (Kanada)
- Leichtmetall V8
- Ventile: 32
- Hubraum: 4,6 Liter (4601 cm³)

Variante 1
- Leistung: 235 kW (320 PS). Ursprünglich war eine weitere Variante mit 5,0-Liter-Motor und rund 290 kW vorgesehen, die aber nie angeboten wurde und später in der Form des MG XPower SV-R verkauft wurde.
- Getriebe: 5-Gang manuell, unverändert vom Ford Mustang übernommen. Zeitgenössische Testberichte bemängelten die lange Übersetzung des Getriebes und insbesondere des fünften Gangs, die einer wirklich sportlichen Leistungsentwicklung entgegengestanden habe. Alternativen hierzu gab es nicht. Die noch von de Tomaso initiierte Entwicklung eines 6-Gang-Getriebes  – wahlweise sequentiell schaltbar – wurde aus Kostengründen eingestellt.
- 0–100 km/h: 6,6 Sekunden
- Vmax: 250 km/h

Variante 2
- Leistung: 191 kW (260 PS)
- Getriebe: 4-Gang-Automatik mit Overdrive
- 0–100 km/h: 6,9 Sekunden
- Vmax: 250 km/h